# Epistolia Domnului nostru Iisus Hristos ce (ne-) a trimis-o Dumnezeu din Cer

Epistolia Domnului nostru Iisus Hristos ce (ne-) a trimis-o Dumnezeu din Cer, care mai poartă și denumirea de „Epistolie din Cer pentru respectarea Zilei Domnului (sau a Duminicii)”, „Epistolia lui Hristos pentru paza Duminicii” sau "Legenda Duminicii", este un text apocrif, ce face parte din categoria așa-numitelor „Scrisori trimise din Cer”.

## Origine
După unii cercetători, Epistolia Domnului nostru Iisus Hristos ce (ne-)a trimis-o Dumnezeu din Cer este cel mai vechi text scris în limba română. Acesta a fost tradus în anul 1391 din limba slavonă de  călugării copiști de la Mănăstirea Săpânța-Peri din Maramureș. 
În secolul al XVI-lea, preotul ortodox Grigore din Măhaci tălmăcește la rândul lui Epistolia... și o repune în circulație, ca lucrare misionară pentru respectarea Sfintei Duminici.
Textul a fost inserat în Zbornicul de la Ieud, redactat probabil în anul 1630, care constituie „unul dintre cele mai valoroase texte prin structurile de limbă și prin ingenuitatea și prospețimea expresiei de tip viu popular în forme vechi".

## TextulEpistoliei...
În Manuscrisul de la Ieud textul se regăsește sub titlul Legenda sfintei dumineci și este datat „vă leat 6900” (1391 - 1392). 
Epistolia... nu a încetat niciodată să circule, fie ca manuscris, text tipărit sau  dactilografiat. În secolul al XX-lea, s-a impus definitiv cu acest titlu.

## Reacții ale Bisericii și ale unor intelectuali
- „Visul Maicii Domnului”, „Epistolia Domnului Iisus” și „Talismanul”, alături de altele asemenea, sunt tradiții nesănătoase, apărute în popor. (Arhimandrit Arsenie Papacioc)
- [...] nu-i bun nici „Visul Maicii Domnului”, nici „Epistolia”. Biserica nu le-a îngăduit, căci nu sunt aprobate de Sfântul Sinod. (Arhimandrit Ilie Cleopa)

Reply With Quote

## Legături externe
- Epistolia Domnului nostru Iisus Hristos - Visul si braul Maicii Domnului